# 莎拉·伯恩哈特
莎拉·伯恩哈特（1844年10月22日—1923年3月26日），19世纪和20世纪初法國舞台剧和電影女演員。正如罗伯特·戈特利在《莎拉》中所说的那样，她被认为是“世界上最著名的女演員”以及圣女贞德之后最有名的法國女人。劇作家埃德蒙·羅斯丹和文豪維克多·雨果都對她極為讚賞與喜愛，羅斯丹以「The queen of the pose and the princess of the gesture.」來形容她的舞台風彩，雨果也留下「金嗓」的評語。在1870年代——“美好年代”的初期，伯恩哈特就以在法国的舞台剧表演而出名，随后驰名欧美。演出包含大仲馬的茶花女、雨果的呂·布拉斯、薩爾杜的費朵拉和托斯卡、羅斯丹改編拿破崙二世生平的艾格隆，甚至扮演男性角色，如莎士比亞的哈姆雷特。她同時也是最早進行錄音並在電影中出演的著名演員之一，人称“神选的莎拉”（The Divine Sarah）。
她慧眼簽下與插畫家阿爾豐斯·慕夏的長期合作，不僅宣傳了自己的作品，也成為慕夏的繆思女神，使他的新藝術風格成為當代追捧的對象。

## 生平

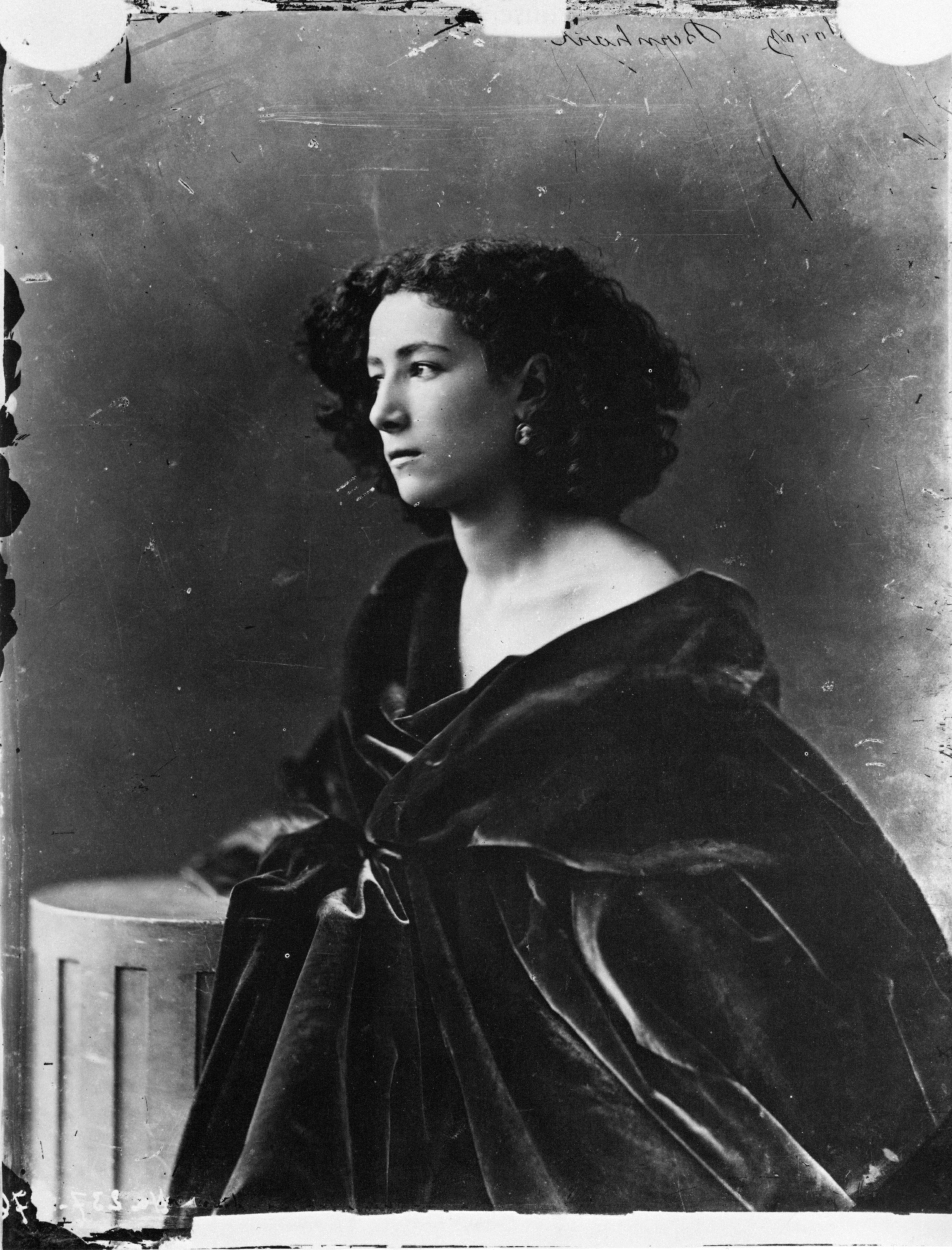
莎拉·伯恩哈特，1866年

莎拉·伯恩哈特，原名亨利埃特-罗辛·伯纳德（法語：Henriette-Rosine Bernard），1844年生于法国巴黎。其母朱迪思-伯恩哈特（Judith Bernard），也被稱為朱莉（Julie），在法国被稱為Youle，是來自荷蘭的犹太人歌妓，在上流社會、富裕家庭經營客群，也是客人的主要来源之一。因为一些原因导致沒有留下他父親的資料，後人根據瑣碎的消息猜測其父可能是天主教法学学生、或是勒阿弗爾一位富商的兒子，她是兩人的私生子。伯恩哈特後來寫道，她父親的家人支付了她的教育費用，堅持讓她接受天主教徒的洗禮，並留下一大筆錢讓她成年才可使用。。她的外祖母是猶太人，外祖父是阿姆斯特丹的猶太裔眼科醫生莫里斯·伯纳德。
因为她身為歌妓的母親經常在各地旅行，所以很少見到她的女兒。因此把伯恩哈特安置在布列塔尼的一名護士那裡，那是在巴黎郊區塞納河畔納伊的一間小屋。在此童年的伯恩哈特曾不慎摔斷右腿，儘管傷口恢復，但是往後她的右腿仍然顯得脆弱。伯恩哈特7歲時，母親將她送到巴黎郊區奧特伊的一所年輕女子寄宿學校，学习所需費用來自她父親的家庭。在那裡，她首次出演戲劇《克洛蒂爾德》（Clothilde），扮演仙女女王的角色，並首次演出了許多戲劇性的死亡場景。當她在寄宿學校時，她的母親也登上了巴黎歌妓的頂端，與政治家、銀行家、將軍和作家交往。她的贊助者和朋友包括查爾斯·德·莫尼，莫尼公爵，拿破崙三世同父異母的兄弟及法國立法機構主席。10歲時，在莫尼的讚助下，伯恩哈特考入了位於凡爾賽附近的奧古斯丁修道院學校Grandchamp。
1859年，伯恩哈特15歲時離開了修道院學校，她的母親想讓她帶進歌妓的領域，然而由於修道院的教育令她斷然拒絕母親的建議。也正好在此時，得知她父親在海外去世。她的母親因此召開了家族會議，出席人包括莫尼公爵，希望決定伯恩哈特的前途發展。莫尼提議伯恩哈特應該成為一名演員，這個想法讓伯恩哈特感到震驚，因為她從未去過劇院。其後，莫尼公爵安排了她人生第一次法蘭西喜劇院戲劇演出，同時到場的有她的母親、莫尼和莫尼的朋友大仲馬。演出的戲目有讓·拉辛（Jean Racine）的《不列顛尼克斯》（Britannicus），接著是普勞圖斯（Plautus）的古典喜劇《安菲特里翁》（Amphitryon）。伯恩哈特深深被這齣戲打動內心，忍不住哭了出來，甚至打擾了其他觀眾。莫尼等人因此對她生氣而離場，但大仲馬安慰了她。後來大仲馬告訴莫尼，他相信伯恩哈特注定要登上舞台。演出結束後，大仲馬稱她為“我的小明星”。
透過莫尼公爵的影響力，讓莎拉輕鬆進入莫尼建議的巴黎國立高等音樂舞蹈學院，其後也在法蘭西喜劇院接受演員培訓。
1862年，伯恩哈特首次登台演出，在拉辛的《伊芙琴尼亚》中担任主演。但是数月后她的生涯似乎就已经结束了：她与一位同事发生争吵后被解雇。
伯恩哈特退出法兰西喜剧院，过了一段交際花的生活，期间曾短暂离开巴黎，在布鲁塞尔居住。1864年，莎拉·伯恩哈特在巴黎生下了儿子莫里斯。这个儿子的父亲可能是比利时的利涅亲王。他本来想与莎拉·伯恩哈特结婚，但是遭到了家庭反对而未成。
1868年莎拉·伯恩哈特首次获得了真正的成功，她在巴黎卢森堡公园边上的剧院演大仲马《金恩》中的一个角色。
1870年/71年普法戰爭时，巴黎所有的剧院关闭，莎拉·伯恩哈特护理伤员。战后，她回到法兰西喜剧院。从此她的生涯飞黄腾达，很快她就成为当时最著名的女演员，在法国她被誉为“金色声音”（la voix d´or）和“女神”（la divine）。
1882年莎拉·伯恩哈特与一名年轻的、长相很好的希腊大使馆的参赞杰克·达拉马结婚。达拉马觉得自己的才华足以让自己成为一名演员和他的著名的夫人的配角。莎拉·伯恩哈特为他开办了一座剧院，其领导人为她的儿子。但是这座剧院很不成功，很快就倒闭了。原因之一是达拉马的希腊口音非常重，在台上非常可笑。但最主要的原因是因为他喜好赌博和嗜嗎啡，他挪用剧院的钱来赌博和买嗎啡。因此在结婚的当年两人就分离了。此后还有过一次短暂的和好和再次吵反。1889年，年仅34岁的达拉马因嗎啡中毒逝世。
与此同时莎拉·伯恩哈特的名声依然不断增长，她是一位高傲的、古怪的、性情多变的明星，她的名声遍及整个欧洲和美国。她有众多情人，其中包括画家古斯塔夫·多雷。她乘坐一只热气球升到法国上空。她还出售她躺在一口棺材里考虑她的角色或者睡觉的照片。她的家里有多种当地的和外地的动物，据报道其中包括狗、猫、鹦鹉、猴、豹、变色龙、一条蚺蛇和一头狮子。
莎拉·伯恩哈特的部分工作时间在巴黎演出，部分则外出演出。她特别善于表演情感，因此她既能够表演经典法国喜剧中的大悲剧的角色，也能扮演现代的社会角色，甚至扮演男角色（哈姆雷特）也很成功。在巴黎她指导多座剧院，其中包括原名民族剧院的剧院。她后来将这座剧院改名为莎拉·伯恩哈特剧院，直到今天（2005年）这座剧院依然以她命名。
1905年她膝盖受伤后数年一直疼痛。
莎拉·伯恩哈特自己也写过多本小说和剧作，1907年她发表了她的自传。这本自传又为许多作家带来了新的灵感，比如馬塞爾·普魯斯特在《追憶逝水年華》中的女演员拉·贝尔玛的角色。此外莎拉·伯恩哈特在绘画和雕塑上也有一定的天才。
1906年她成为巴黎音乐学院的教授，1914年她获得法國榮譽軍團勳章。
1915年她的膝盖上的伤使得她的右腿不得不被切除。但此后她依然继续她的工作。作为法国爱国者她始终拒绝赴德国演出。在第一次世界大战中她赴前线在帐篷、粮仓、战线医院的临时舞台上访问士兵、登台上演。她甚至赴美国进行巡回表演。
1923年3月26日莎拉·伯恩哈特因腎臟衰竭引發的尿毒症在巴黎逝世，報紙報導她：「安詳沒有受苦，在她兒子的懷裡過世。」，應該已有七十八歲.，她被葬在巴黎东部的拉雪兹神父公墓裡。她被看作是当时最著名的女演员，是最早的世界级明星之一，在好萊塢星光大道上有一顆紀念她的星星（1751 Vine Street）。

## 影响

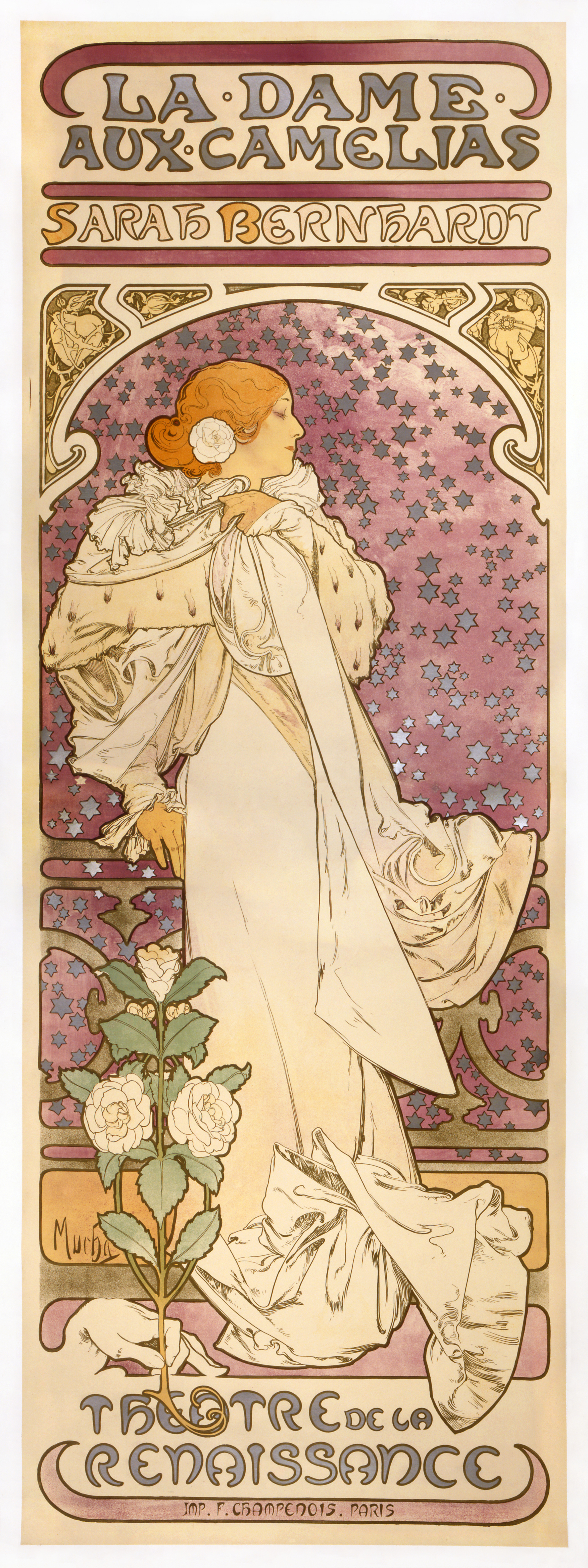
《茶花女》，阿爾豐斯·慕夏，1896年

莎拉·伯恩哈特是一位非常多产的演员，她在经典戏剧和当代（主要是法语的）中均非常成功。作为拉辛的经典剧作中的女主角和作为維克多·雨果的浪漫剧作中的女主角她均非常受欢迎。她扮演的男角也获得了很大的赞美和新奇。1899年她在莎士比亚的悲剧中扮演哈姆雷特，1901年在埃德蒙·罗斯唐专门为她写的《年轻的鹰》（L'aiglon）中扮演拿破仑·波拿巴的儿子。
莎拉·伯恩哈特最中心的角色则是根据小仲马的小说《茶花女》改编的戏剧中的女主角。从1880年开始一直到她高龄莎拉·伯恩哈特一再扮演这个角色。
在1911年拍的《茶花女》的电影中莎拉·伯恩哈特也扮演女主角。早在1900年她就已经在无声电影《哈姆雷特的角斗》（Le Duel d'Hamlet）中扮演过一个角色。但此后她就非常反对这个新的技术。虽然如此她后来还拍了一些电影。1976年格兰达·杰克逊以她的生平为题材拍了一部电影。
1894年莎拉·伯恩哈特请画家阿爾豐斯·慕夏为她画一张海报，她对慕夏的作品极其满意，因此两人达成条约让慕夏继续画海报、设计舞台背景和服饰。这大大地提高了慕夏的名声，为慕夏在美好年代成为海报画家铺平了道路。1896年慕夏为莎拉·伯恩哈特创造的一幅《茶花女》的海报被看作是新艺术运动图像的一个早期顶峰。
莎拉·伯恩哈特化了许多时间进行巡回演出，这些巡回演出也奠定了她的世界名望。1879年她与她的剧团在伦敦上场。1880年她在美国51座城市巡回演出了半年。1881年她赴俄罗斯、意大利、希腊、匈牙利、瑞士、丹麦、比利时和荷兰演出。英国的维多利亚女王和俄罗斯沙皇亚历山大三世均是她热衷的崇拜者。1882年她丈夫使她陷入经济危机后，她不得不再次在欧洲巡回演出，以补偿她的损失。1886至1889年她再赴美国，1891年至1893年她做了一次世界巡回演出。由於是法国爱国者，她始终拒绝在德国演出。
莎拉·伯恩哈特以她优美的嗓音、优雅的举动和热情而著称。她代表着浪漫式的戏剧风格，巨大的动作和丰富的言语。这个风格在她死后也逐渐地消失了。有些评论家批评她的成功在于她使用自己的智力，不惜一切地完美她的演出技术，而不在于她对角色感觉的深度。